# Richard Simonton
Richard Simonton, noto anche con lo pseudonimo di Doug Malloy (Evanston, 29 aprile 1915 – 22 agosto 1979), è stato un imprenditore e pioniere del piercing statunitense.
È stato un uomo d'affari e imprenditore di Hollywood noto per il suo coinvolgimento nella comunità della città; per il salvataggio del battello a vapore Delta Queen; per il suo impegno nel preservare i rulli per pianoforte Welte-Mignon; per aver fondato la American Theatre Organ Society. Tra i pionieri del moderno piercing, con lo pseudonimo di Doug Malloy, è, anche grazie al suo mecenatismo, tra i principali responsabili della nascita e della diffusione del moderno revival del piercing e delle modificazioni corporee nel gruppo formato assieme a Mr. Sebastian (Alan Oversby), Fakir Musafar (Roland Loomis) e Jim Ward.

## Biografia

### Primi anni
Richard Simonton nacque a Evanston, in Illinois, nel 1915. Il padre morì quando lui ha tre anni e la madre di conseguenza si spostò a Seattle, dove crebbe il figlio in condizioni difficili a causa della grande depressione. Simonton mostrò una precoce attitudine per la musica e l'ingegneria del suono, guadagnando soldi durante gli anni del liceo accordando organi a canne. In seguito lavorò per la Masterphone Sound Company, che installava sistemi audio nelle sale destinate alla proiezione di film muti così da adattarli ai nuovi film sonori. Dotato di inventiva e mentalità imprenditoriale, prima dei vent'anni brevettò un circuito per organi elettronici. Col tempo si recò nel Sud della California, dove ottenne un diploma statale di ingegnere professionista e dove lavorò per la Peerless Transformers e successivamente per la RCA.
Nel 1939 Simonton si recò a New York per incontrare il fondatore della Muzak Corporation, fondata cinque anni prima. Simonton propose alla Muzak di trasformarsi in un franchising, finendo per comprare il franchise per sette stati dell'Ovest degli Stati Uniti, che ha posseduto fino agli anni settanta. Forte di questo successo, iniziò ad acquisire partecipazioni a stazioni radiofoniche e televisive, tra cui il canale KRKD di Los Angeles e il canale radio e televisivo KULA delle Hawaii, affiliato della ABC.
Divenne così un uomo d'affari di successo e costruì un'elaborata casa a Toluca Lace, a Los Angeles, dove visse per il resto della sua vita. La casa comprendeva due organi e un cinema da 63 posti dove proiettava film a un ampio pubblico di amici ogni settimana per molti anni. Persona estroversa e sociale, Simonton divenne popolare nella comunità di Hollywood, facendosi amici attori come Groucho Marx e Laurence Olivier o come il compositore Aram Khachaturian. Il suo migliore amico per molti anni fu la star del cinema muto Harold Lloyd, di cui era anche fiduciario del patrimonio.
Fondò inoltre la Pacific Network, Inc. (PNI) e la California Communications (CCI), società che affittavano apparecchiature audio cinematografiche agli studi.

### The American Theatre Organ Society
Grande ammiratore dell'organo da teatro, l'8 febbraio 1955, Simonton organizzò nella propria casa un incontro con altri appassionati di organi con cui fondarono l'associazione American Theatre Organ Entusiasts, in seguito abbreviata in American Theatre Organ Society, tutt'oggi molto attiva. Da quel momento divenne molto attivo nella conservazione e promozione degli organi da teatro e della musica suonata da questi. Nella sua casa conservava due organi, un organo a canne Eolian-Skinner, in stile ecclesiastico, al piano superiore su cui fu incisa una dedica di Virgil Fox, e un organo da teatro Wurlitzer, al piano terra, nel suo teatro, che era dotato di apparecchiature di registrazione professionale.
Le proiezioni di film nella sua casa venivano spesso accompagnate da esibizioni di organo dal vivo, cui partecipavano alcuni tra i più noti organisti teatrali dell'epoca, tra cui Gaylord Carter, Jesse Crawford, Gordon Kibbee e Korla Pandit, che si esibirono e registrarono tutti nella sua casa. Simonton possedeva inoltre un terzo organo, l'organo a canne Wurlitzer del Paramount Theatre di New York, che era considerato il più grande organo a canne Wurlitzer mai costruito ed era stato lo strumento preferito di Jesse Crawford. Simonton lo acquistò con l'idea iniziale di acquistare il Belmont Theatre di Los Angeles e installarvi l'organo, ma l'accordo per l'acquisto fallì e l'organo non venne mai installato a Los Angeles. Ora si trova nel centro civico di Wichita, in Kansas. Per un certo periodo Simonton possedette anche un organo da concerto Rogers, uno degli organi da concerto usati da Virgil Fox.

### Il salvataggio delDelta Queen
Nel 1957, Simonton portò la sua famiglia a fare un viaggio sul fiume a bordo del Delta Queen, un battello a vapore della lunghezza di 285 piedi (86,868 metri) che allora operava sui fiumi Mississippi e Ohio. Costruito negli anni venti, il Delta Queen era inizialmente un battello fluviale della California che operava tra San Francisco e Sacramento. Dopo la crociera di Simonton, i proprietari della società dell'imbarcazione rivelarono di non poter più proseguire l'attività. Simonton, su richiesta dei propri figli, decise così di acquistare una partecipazione di controllo sulla società nel 1957-58, rendendola redditizia e salvando l'impresa. Scegliendo come partner E.J. Quinby, Simonton modificò radicalmente l'imbarcazione, aggiungendovi persino un organo Calliope, recuperato dal battello affondato Island Queen.
La Delta Queen ha continuato a lavorare grazie a una serie di deroghe sulla sicurezza in mare, volute dal Congresso. Nel 1966 Simonton inviò il suo dipendente Bill Muster a Washington per ottenere la prima deroga. Sebbene il battello non sia mai andato in mare, era ugualmente soggetto alle leggi sulla sicurezza in mare, perché era costruito in legno per galleggiare sull'acqua. Bill Muster e il vicepresidente della compagnia Betty Blake hanno ottenuto di poter inserire la Delta Queen nel Registro Nazionale dei Luogo Storici (National Register of Historic Places) nel 1970. Il presidente Carter ha fatto tenuto una parte della sua campagna elettorale a bordo del Delta Queen ed era su di essa nel 1979, il giorno della morte di Simonton.

### I rulli per Welte-Mignon
I piano meccanici Welte-Mignon era un sofisticato cugino del pianoforte, uno strumento meccanico in grado di riprodurre lo stile esecutivo dei migliori pianisti per mezzo di rulli di carta. Inventato da Edwin Welte e da suo cognato Karl Bockisch a Friburgo, in Germania, nel 1904, il sistema fu applicato agli organi dotati del sistema "Welte Philharmonic-Organ" nel 1912. I rulli, incisi tra il 1904 e il 1932, sono tuttora storicamente significativi come parte dell'eredità Welte-Mignon e come testimoni unici degli stili di esecuzione dei musicisti di spicco che hanno suonato nel passato. Tra questi sono compresi Mahler, Debussy, Fauré, Ravel, Scriabin e altri, che suonarono le proprie composizioni con questo sistema, talvolta commettendo anche degli errori, rendendola una risorsa di importanza storica inestimabile.
L'azienda Welte e i suoi fondatori hanno sofferto pesantemente durante la seconda guerra mondiale. Dopo la guerra, Simonton scrisse a Edwin Welte nel tentativo di recuperare i rotoli di musica per il suo organo a canne. Welte rispose che era riuscito a salvare solamente circa sedici rulli per organo e che li avrebbe scambiati con del cibo. Aggiunge inoltre che lui e Bockisch avevano perso quasi tutto durante la guerra, ma erano riusciti a nascondere alcuni rulli per pianoforte in un fienile nella Foresta Nera. Nel 1948 Simonton si recò in Germania e andò assieme a Welte a visitare i resti della fabbrica, che era stata completamente distrutta dai bombardamenti alleati del 1944. Non era rimasto in piedi nulla, erano sopravvissuti solamente i rulli nascosti nel fienile della Foresta Nera. Simonton lavorò a stretto contatto con Welte e Bockisch per salvare l'eredità dei rulli. Fecero suonare i rulli sul pianoforte Steinway-Welte di Bockisch e Simonton li registrò su un registratore, un'invenzione che era ancora estremamente rara all'epoca. Questi nastri furono in seguito pubblicati in LP dalla Columbia Records nel 1980. Welte e Bockisch selezionarono e vendettero il meglio dei loro rulli a Simonton nel 1948, spedendoglieli avvolti nella paglia della loro stalla. Simonton ne acquistò altri da Bockisch nel 1952. I tre rimasero in stretto contatto per corrispondenza per molti anni ancora e Simonton continuò a inviare loro cibo e altre provviste, mentre la figlia di Welte visse per un po' con la famiglia di Simonton. Dopo l'acquisto iniziale, Welte e Bockisch trovarono anche un pianoforte Steinway-Welte per Simonton. Molti dei rulli da allora sono stati ri-registrati da quel pianoforte e pubblicati su CD. Simonton alla fine ha donato i rulli alla biblioteca musicale della University of Southern California.

### Piercing
Richard Simonton divenne particolarmente celebre nelle comunità interessate agli stili di vita alternativi e alle modificazioni corporee in particolare, per il suo impegno e mecenatismo nella diffusione del moderno piercing. Nel 1932 incontrò e venne ispirato dalla figura di Ernest Holmes, autore di The Science of Mind e fondatore della Scienza Religiosa (o Scienza della Mente), movimento spirituale e filosofico fondato a Los Angeles nel 1927. Nel corso della propria esistenza Simonton si interessò ad argomenti simili, viaggiando in India e nelle Filippine, così da poter esplorare e conoscere culture non occidentali. Il suo interesse nel piercing sarebbe stato considerato scioccante al tempo e così, quando decise di esplorare questi interessi, adottò lo pseudonimo di Doug Malloy, così da preservare la propria privacy. La sua famiglia per la maggior parte non era a conoscenza del suo coinvolgimento nel movimento del moderno piercing e negli aspetti dello stile di vita gay o bisessuale emerso durante gli anni settanta.
Come Doug Malloy divenne così un importante sostenitore e mecenate della prima scena delle cosiddette body modifications. Sempre con questo nome, nel 1975 pubblicò un'autobiografia, per larga parte di fantasia, intitolata Diary of a Piercing Freak, che venne venduta a un editore di materiale fetish e pubblicata in rilegatura morbida con il titolo di The Art of Pierced Penises and Decorative Tattoos. In questo periodo promosse i contatti tra gli appassionati di piercing sia a Los Angeles che in tutto il mondo, compreso il tatuatore britannico di Londra Alan Oversby (meglio noto come Mr. Sebastian), Roland Lomis (meglio noto come Fakir Musafar), Sailor Sid Diller e il piercer Jim Ward. Lui e Ward diedero vita a quello che chiamarono T&P Group (Tattooing and Piercing Group), un'associazione di sostenitori del tatuaggio e del piercing con base a Los Angeles. Nel 1977 Malloy visitò il tatuatore e pioniere del piercing tedesco Horst Streckenbach, di Francoforte sul Meno. Documentò l'incontro su un nastro magnetico che è stato conservato dalla Gauntlet.
L'aumento di interesse nei confronti del piercing che si stava sviluppando durante gli anni settanta, spinse Simonton a consigliare a Jim Ward, che all'epoca lavorava come corniciaio, di avviare un'attività di piercing. Nel 1975 Simonton finanziò Ward per avviare il suo studio di piercing Gauntlet, originalmente con base nella casa di Ward, dove questi iniziò a produrre gioielleria per piercing e imparare su come praticare i vari tipi di piercing. L'attività ebbe inizio nel novembre del 1975 e questa è considerata la data di inizio della moderna industria del body piercing.
L'esperienza di Simonton come piercer amatoriale formò le basi delle primitive tecniche utilizzate all'epoca nella sua rete di contatti e fu strumento per la diffusione della popolarità del body piercing. Ward perfezionò queste tecniche, facendole diventare uno standard mondiale. Nel 1978 lo studio di piercing Gauntlet ottenne una sede di vendita al dettaglio. Doug Malloy firmò numerosi articoli, che erano in realtà scritti da Jim Ward, per la loro rivista PFIQ (Piercing Fans International Quaterly), la prima dedicata al soggetto del piercing e pubblicata dalla Gauntlet stessa.
Un altro importante contributo di Simonton alla diffusione del piercing nella società contemporanea fu il suo pamphlet Body & Genital Piercing in Brief, che è largamente responsabile delle leggende sull'origine di molti piercing, tra cui quelli genitali. Il personale entusiasmo per il piercing come pratica erotica e il suo amore per il fantastico, sono riuniti in questo documento, che contiene informazioni di fantasia e senza alcuna base scientifica, dimostratesi in larga parte infondate: molte delle storie riguardanti le origini dei vari piercing che circolano, sono storicamente distorte dalla diffusa circolazione di questo documento o di documenti successivi che lo citano.

### Malattia e morte
Durante i primi anni settanta, Simondon fu costretto a sottoporsi a un'operazione di emergenza a causa di complicazione con un'appendicite. L'operazione non ebbe successo e come risultato Simonton soffrì di un danno cerebrale. Impiegò diversi anni per riguadagnare il pieno controllo delle abilità di base, compreso il controllo della parola. A questo punto si ritirò per buona parte dalla vita pubblica, anche se col tempo continuò a coltivare il suo amore per i viaggi e la vasta comunità di amici.
Morì nel 1979 a causa di un problema cardiaco, probabilmente legato ai danni subiti con l'operazione.

## Vita privata
Simonton era sposato con la moglie Helena, che gli ha dato quattro figli: Richard Jr., Robert, Mary e Margaret. Era un convinto uomo di famiglia, portando la sua famiglia a vivere alle Hawaii per alcuni mesi e coinvolgendola in altri viaggi. Passavano regolarmente le estati a bordo della Delta Queen. I bambini lo convinsero nel salvataggio della nave nel 1958, quando seppero che era in difficoltà finanziarie e non accettava più prenotazioni.

## Pubblicazioni
- (EN) Doug Malloy, Body & Genital Piercing in Brief, Running The Gauntlet. URL consultato il 16 novembre 2021 (archiviato dall'url originale il 16 novembre 2021).
- (EN) Doug Malloy, Diary of a Piercing Freak, 1975 (archiviato dall'url originale il 4 aprile 2004).
  - (EN) Doug Malloy, The Art of Pierced Penises and Decorative Tattoos, Calston Industries, 1976.